# Drymonia guatemalensis
Drymonia guatemalensis är en tvåhjärtbladig växtart som först beskrevs av Conrad Vernon Morton, och fick sitt nu gällande namn av D.N. Gibson. Drymonia guatemalensis ingår i släktet Drymonia och familjen Gesneriaceae. Inga underarter finns listade i Catalogue of Life.